# كارلوس إنجلش
كارلوس إنجلش (20 نوفمبر 1984 في الولايات المتحدة - ) (بالإنجليزية: Carlos English)‏ هو لاعب كرة سلة أمريكي في مركز هجوم خلفي. لعب مع هارلم غلوبتروترز.

## وصلات خارجية
- كارلوس إنجلش على موقع كرة السلة الأوروبية.كوم (الإنجليزية)
- كارلوس إنجلش على موقع كلية كرة السلة في سبورتس رفرنس.كوم (الإنجليزية)
- كارلوس إنجلش على موقع ريلجم (الإنجليزية)
- كارلوس إنجلش على موقع بروبوليرز (الإنجليزية)
- كارلوس إنجلش على موقع سبورتس رفرنس (الإنجليزية)